# Entfernungspauschale
Mit der Entfernungspauschale, inoffiziell auch Pendlerpauschale genannt, werden im deutschen Einkommensteuerrecht die Aufwendungen für Wege zwischen Wohnung und erster Tätigkeitsstätte pauschaliert. Die Entfernungspauschale mindert gemäß § 9 EStG die zu versteuernden Einkünfte. Die Pauschale kann von allen Arbeitnehmern und über § 4 Abs. 5 Nr. 6 EStG auch von Selbständigen in Anspruch genommen werden, unabhängig von der Höhe der tatsächlichen Aufwendungen und gleichgültig, ob sie zu Fuß, mit dem Fahrrad, dem Motorrad, mit öffentlichen Verkehrsmitteln oder mit dem Auto zur Arbeitsstelle gelangen.

## Ermittlung der Pauschale
Die Entfernungspauschale ist nur für die Tage anzusetzen, an denen der Arbeitnehmer die Arbeitsstätte aufsucht. Die Pauschale wird für jeden Arbeitstag nur einmal angesetzt, auch wenn zusätzliche Fahrten wegen einer mehrstündigen Arbeitszeitunterbrechung durchgeführt wurden. Berücksichtigt werden zudem nur die vollen Kilometer der einfachen Entfernung, damit sind Hin- und Rückfahrt abgegolten. Fallen Hin- und Rückfahrt auf verschiedene Tage, so ist die Entfernungspauschale für jeden Tag nur hälftig anzusetzen. Angefangene Kilometer der Fahrtstrecke werden nicht berücksichtigt. Es gilt eine Höchstgrenze von 4.500 € im Kalenderjahr. Ein höherer Betrag kann geltend gemacht werden, soweit der Arbeitnehmer einen eigenen oder zur Nutzung überlassenen Kraftwagen benutzt hat oder im Falle von öffentlichen Verkehrsmitteln höhere Aufwendungen glaubhaft machen oder nachweisen kann. Menschen mit einem Grad der Behinderung von mindestens 70 oder mindestens 50 und mit Merkzeichen G können die tatsächlich angefallenen Aufwendungen unbeschränkt geltend machen. Liegen dafür keine Nachweise vor, so können aus Vereinfachungsgründen die vollen Kilometer der doppelten Entfernung (Hin- und Rückweg) angesetzt werden. (§ 9 Abs. 1 Nr. 4 und Abs. 2 EStG).

### Höhe der Pauschale
Seit dem Kalenderjahr 2004 wird eine Entfernungspauschale in Höhe von 0,30 € für jeden vollen Kilometer der Entfernung gewährt.
Zuvor wurde in den Kalenderjahren 2001 bis 2003 eine Entfernungspauschale in Höhe von 0,36 € für jeweils die ersten zehn Entfernungskilometer und 0,40 € für jeden weiteren Entfernungskilometer angerechnet.
Im Rahmen des Klimapaketes wurde die Entfernungspauschale ab dem 21. Entfernungskilometer für die Jahre 2021–2023 auf 0,35 € und für die Jahre 2024–2026 auf 0,38 € angehoben. Die zweite Erhöhungsstufe wurde durch das Steuerentlastungsgesetz 2022 auf das Jahr 2022 vorgezogen, so dass sie nunmehr für das Jahr 2021 0,35 € und für die Jahre 2022–2026 0,38 € beträgt. Zusätzlich wird für Geringverdiener im Zeitraum 2021–2026 eine Mobilitätsprämie gewährt.

### Maßgebliche Wohnung
Zwar steht es dem Arbeitnehmer grundsätzlich frei, wo er seine Wohnung nimmt und ob er von einem Haupt- oder Zweitwohnsitz zur Arbeit fährt, die Fahrten von einer weiter entfernt liegenden Wohnung werden aber steuerlich nur berücksichtigt, wenn diese den örtlichen Mittelpunkt der Lebensinteressen des Arbeitnehmers darstellt und nicht nur gelegentlich aufgesucht wird (§ 9 Abs. 1 Nr. 4 Satz 6 EStG).
Der Mittelpunkt der Lebensinteressen ist dabei nicht unbedingt der Hauptwohnsitz, und obwohl die melderechtlichen Verhältnisse ein Indiz sind, ist die Finanzverwaltung an diese Feststellung nicht gebunden. Bei verheirateten Arbeitnehmern befindet sich der Mittelpunkt der Lebensinteressen in der Regel am Wohnort der Familie. Bei Alleinstehenden besteht die Vermutung, dass sie den örtlichen Mittelpunkt ihrer Lebensinteressen am Ort der Wohnung haben, von der aus sie sich überwiegend zur Arbeitsstätte begeben. Wo ein Alleinstehender den Lebensmittelpunkt tatsächlich besitzt, wird bestimmt durch die persönlichen Beziehungen zu diesem Ort und die Art und Weise, wie diese Beziehungen aufrechterhalten werden (z. B. durch besondere persönliche Bindungen an Personen, Vereine und andere Aktivitäten). Der Lebensmittelpunkt setzt jedoch stets voraus, dass der Arbeitnehmer sich dort regelmäßig aufhält.
Die Entfernung zwischen Wohnung und Betrieb sowie die Gründe für die Wohnsitznahme am entfernteren Ort spielen keine Rolle. Allerdings darf die entfernter liegende Wohnung keine Zweitwohnung sein, die lediglich an Wochenenden und in den Ferien genutzt wird.

### Verkehrsmittel
Im Gegensatz zur früher geltenden Kilometerpauschale kann die Entfernungspauschale unabhängig vom benutzten Verkehrsmittel geltend gemacht werden. Das heißt, sie gilt nicht nur für Auto- und Motorradfahrer, sondern auch für Nutzer der Eisenbahn, der Straßenbahn, des Omnibusses, eines Bootes, des Fahrrades und für Fußgänger. Eine Ausnahme besteht für die Nutzung eines Flugzeugs oder Taxis.
Wer vom Arbeitgeber steuerfrei ein Jobticket erhält, muss die Entfernungspauschale um den Wert des Jobtickets bereinigen.

### Fahrtstrecke
Das Gesetz stellt zur Berechnung grundsätzlich auf die Entfernungskilometer der kürzesten Straßenverbindung zwischen Wohnung und Arbeitsstätte ab. Eine andere als die kürzeste Straßenverbindung kann zugrunde gelegt werden, wenn diese offensichtlich verkehrsgünstiger ist und vom Arbeitnehmer regelmäßig benutzt wird. Eine Verbindung ist verkehrsgünstiger, wenn durch sie die Arbeitsstätte – trotz gelegentlicher Verkehrsstörungen – in der Regel schneller und pünktlicher erreicht wird.

## Entwicklung der Pauschale
Kaum eine Steuervorschrift unterlag so grundlegenden Änderungen wie die Regelungen zu den Kosten für Fahrten zwischen Wohnung und Arbeit. In den ersten Einkommensteuergesetzen hatten die Gesetzgeber einen steuerlichen Abzug der Fahrtkosten zur Arbeit nicht vorgesehen. Gleichwohl wurde dieser bereits um die Jahrhundertwende 1900 erfolgreich vor Gerichten erstritten, denn (so argumentierte z. B. das Preußische Oberverwaltungsgericht) „wenn der Erwerbende sich nicht zu seiner Arbeitsstelle begibt, so verdient er auch nichts“. Erstmals mit dem EStG von 1920 wurden die „notwendigen Kosten“ ausdrücklich gesetzlich zum Abzug zugelassen. Als notwendig wurden bei einem normalen Arbeitnehmer in der Regel nur die Kosten für die Nutzung öffentlicher Verkehrsmittel erachtet. Erst 1955 erkannte der Bundesfinanzhof wegen der zunehmenden Motorisierung auch PKW-Kosten als notwendig an und bei Benutzung des eigenen Kraftfahrzeugs wurde ein Pauschalbetrag von 0,50 DM je Entfernungskilometer für höchstens 40 Entfernungskilometer zum Abzug zugelassen. Ab 1967 wurde die Kilometerpauschale aus verkehrspolitischen Erwägungen auf 0,36 DM gesenkt, im Jahr 1989 wegen gestiegener Kosten durch die Mineralölsteuererhöhung auf 0,43 DM und ab 1990 auf 0,50 DM angehoben. Im Veranlagungszeitraum 1991 betrug die Kilometerpauschale 0,58 DM und in den Veranlagungszeiträumen 1992 und 1993 jeweils 0,65 DM. Ab 1994 waren (nach einer erneuten Anhebung der Mineralölsteuer) 0,70 DM je Entfernungskilometer abziehbar und die Aufwendungen für die Benutzung öffentlicher Verkehrsmittel konnten in tatsächlicher Höhe steuermindernd geltend gemacht werden. Seit dem Veranlagungszeitraum 2001 gibt es mit dem § 9 EStG eine verkehrsmittelunabhängige Pauschale. Sie betrug 2001–2003 0,36 € für die ersten zehn Entfernungskilometer und 0,40 € für jeden weiteren, und ist seit 2004 auf 0,30 € pro Entfernungskilometer gesenkt.
Der mit Beginn des Jahres 2007 in Kraft getretene § 9 Abs. 2 EStG sprach den Fahrten von und zur Arbeitsstätte unter Bezugnahme auf das Werkstorprinzip die Eigenschaft als Werbungskosten ab. Pendler durften weder eine Entfernungspauschale noch die tatsächlichen Kosten geltend machen. Pendler mit einem besonders weiten arbeitstäglichen Weg konnten die Entfernungspauschale von 0,30 € ab dem 21. Entfernungskilometer „wie Werbungskosten“ geltend machen. Diese Änderungen hat das Bundesverfassungsgericht am 9. Dezember 2008 für verfassungswidrig erklärt und eine rückwirkende gesetzliche Neuregelung gefordert. Mit dem „Gesetz zur Fortführung der Gesetzeslage 2006 bei der Entfernungspauschale“ ist diese Neuregelung erfolgt und die vor 2007 geltende Rechtslage wiederhergestellt worden.

## Entfernungspauschale und Verfassungsrecht

### Grundsatzentscheidung des Bundesverfassungsgerichts von 1969
Die erste Grundsatzentscheidung des Bundesverfassungsgerichts zur Entfernungspauschale erging am 2. Oktober 1969. Streitgegenstand war die Absenkung des Pauschalsatzes auf ein leicht unter den tatsächlichen Kosten liegendes Niveau. Diese Gesetzesänderung erklärte das Bundesverfassungsgericht als mit der Verfassung vereinbar. Der Lenkungszweck der Förderung der Benutzung öffentlicher Verkehrsmittel wurde als geeignet erklärt, die durch die Gesetzesänderung herbeigeführte Ungleichbehandlung von Steuerpflichtigen zu rechtfertigen. Trotz der Kürzung des Pauschalsatzes auf ein leicht unter den tatsächlichen Kosten liegendes Niveau war das verfassungsrechtliche Leistungsfähigkeitsprinzip nicht verletzt, da dem Gesetzgeber ein weiter Gestaltungsspielraum zusteht.

### Grundsatzentscheidung des Bundesverfassungsgerichts von 2008
Zum Jahr 2007 wurde § 9 Abs. 2 EStG dergestalt geändert, dass nach Satz 1 die Fahrtkosten zur Arbeit nicht mehr als Werbungskosten geltend gemacht werden konnten und nach Satz 2 ab dem 21. Entfernungskilometer eine Pauschale von 0,30 €, nicht als Werbungskosten, sondern lediglich „wie Werbungskosten“ steuerlich abziehbar war (siehe → Entwicklung der Pauschale).
Das Bundesverfassungsgericht hat mit Urteil vom 9. Dezember 2008 entschieden, dass diese Fassung von § 9 Abs. 2 S. 1 und S. 2 EStG verfassungswidrig ist.
Hintergrund ist, dass der Gesetzgeber im Interesse verfassungsrechtlich gebotener steuerlicher Lastengleichheit darauf achten muss, dass Steuerpflichtige mit gleicher Leistungsfähigkeit auch gleich hoch besteuert werden (horizontale Steuergerechtigkeit), während die Besteuerung höherer Einkommen im Vergleich zur Steuerbelastung niedrigerer Einkommen angemessen sein muss (vertikale Steuergerechtigkeit). Maßstab für die Gleichheit oder Ungleichheit der Besteuerung ist das Gebot der Folgerichtigkeit. Dieses Prinzip besagt, dass der Gesetzgeber Wertungswidersprüche zu vermeiden hat, indem er an seine eigenen Grundentscheidungen widerspruchsfrei anknüpft. Eine der Grundentscheidungen ist das objektive Nettoprinzip.
In dem Urteil wird ausgeführt, dass es zu den Grundentscheidungen des Einkommensteuerrechts gehöre, die Einkommensbesteuerung durch das objektive Nettoprinzip zu begrenzen. Die Abschaffung des Werbungskostenabzugs für die Fahrtkosten von und zu der Arbeitsstätte (Werkstorprinzip) stellt eine Abweichung von dem nach dem objektiven Nettoprinzip maßgeblichen Veranlassungsprinzip dar. Sie ist daher eine systemwidrige Benachteiligung bestimmter Steuerzahler.
Diese Ungleichbehandlung verstößt gegen den Allgemeinen Gleichheitssatz aus Art. 3 Abs. 1 GG. weil sie nicht sachlich gerechtfertigt ist. Folgende Rechtfertigungsgründe hat das Bundesverfassungsgericht erwogen:
- Der von der Bundesregierung genannte Zweck der Erhöhung staatlicher Einnahmen wurde für generell ungeeignet erklärt, eine steuerrechtliche Ungleichbehandlung zu rechtfertigen.[BVerfG 4][Br 2]
- Lenkungszwecke: Als mögliche Lenkungszwecke nannte das Bundesverfassungsgericht beispielhaft die gesamtwirtschaftlich effiziente sowie die verkehrs-, siedlungs- und umweltpolitische Verhaltenslenkung.[BVerfG 5][BVerfG 6][Br 3] Der Gesetzgeber hatte sich jedoch solche Ziele im Gesetzgebungsverfahren zu keinem Zeitpunkt zu eigen gemacht, so dass das Bundesverfassungsgericht schon aus diesem Grund eine derartige Rechtfertigung ausschloss.[BVerfG 6][8][Br 3]
- Typisierung: Das Bundesverfassungsgericht erklärt, dass dem Gesetzgeber im Interesse eines praktikablen Gesetzesvollzugs erhebliche Typisierungsspielräume bei der Ausgestaltung der Entfernungspauschale zustehen. Diese Typisierungsspielräume beziehen sich sowohl auf die Höhe des Kostenansatzes, als auch auf die Höhe der privaten Mitveranlassung. Hierzu hätte der Gesetzgeber jedoch empirisch begründete Regelfälle herausbilden müssen, die sich an den in der Realität typischerweise vorkommenden Fällen orientieren. Er war nicht berechtigt, einen atypischen Fall, das Wohnen am Werkstor, als Leitbild zu wählen.[BVerfG 7][Br 4]
- Verfassungskonformer Systemwechsel: Der Gesetzgeber ist grundsätzlich berechtigt, neue Grundentscheidungen einzuführen. Der Gesetzgeber ist dann nicht an frühere einfachgesetzliche Grundentscheidungen gebunden.[BVerfG 8][Br 5] Der zum Jahr 2007 eingeführten Änderung fehlte es jedoch an einem Mindestmaß an neuer Systemorientierung, da sie keinen grundlegenden Systemwechsel und nicht einmal eine neue, dem objektiven Nettoprinzip nicht nachgeordnete Zuordnungsentscheidung traf. Es wurde kein neues Regelwerk, sondern nur eine singuläre, systemwidrige Ausnahme vom objektiven Nettoprinzip geschaffen. Der Gesetzgeber konnte sich daher auch nicht auf einen Systemwechsel berufen.[BVerfG 9][Br 3]

Da die Kürzung bereits wegen Verstoßes gegen Art. 3 Abs. 1 GG verfassungswidrig war, wurde die Verletzung weiterer Grundrechte nicht mehr geprüft. Das Bundesverfassungsgericht nannte dennoch, als Hinweis für eine verfassungskonforme Neuregelung, weitere zu beachtende Grundrechte:
- Das Verfassungsgebot der steuerlichen Verschonung des Existenzminimums des Steuerpflichtigen und seiner unterhaltsberechtigten Familie (subjektives Nettoprinzip). Das Bundesverfassungsgericht erklärte, dass es hier zu problematischen Härtefällen gekommen sein kann. Es verwies auf eine Schätzung des Bundesfinanzministeriums, nach der die Kürzung der Entfernungspauschale dazu geführt hat, dass 90.000 Steuerpflichtigen mit einem (Vorsteuer-)Einkommen in Höhe des sozialhilferechtlichen Existenzminimums Einkommensteuer abgezogen wurde.[BVerfG 11]
- Das Verfassungsgebot des besonderen Schutzes von Ehe und Familie, Art. 6 Abs. 1 GG.[BVerfG 12]

Das Bundesverfassungsgericht gab dem Gesetzgeber auf, den verfassungswidrigen Zustand rückwirkend ab dem 1. Januar 2007 zu beseitigen. Für den Zeitraum bis zu einer (verfassungskonformen) gesetzlichen Neuregelung galt die Entfernungspauschale (analog zu der alten Fassung von 2004) mit 0,30 € für jeden Entfernungskilometer fort. Die umstrittene Änderung wurde vom Gesetzgeber Anfang 2009 rückgängig gemacht.

#### Reaktionen
Der Diplom-Volkswirt und damalige Finanzminister Peer Steinbrück erklärte kurz nach Verkündung des Urteils, dass er das Urteil für falsch halte und dass die nachteiligen Konsequenzen für die Reformfähigkeit Deutschlands noch nicht absehbar seien. Diese Äußerung wurde vom Richter am Bundesfinanzhof Greite kritisiert, da das Bundesverfassungsgericht nicht die Reformfähigkeit des Landes in Frage gestellt, sondern lediglich eine gerechte Verteilung der Steuerlast angemahnt habe. Die Streichung der Entfernungspauschale sei entgegen dem Sprachgebrauch des Bundesfinanzministeriums auch kein Versuch einer Einsparung, sondern ein Versuch einer Steuererhöhung gewesen.

#### Auslegung
Das Bundesverfassungsgericht hat die Versagung des Steuerabzugs für die ersten 20 Entfernungskilometer der Wegstrecke von der Wohnung zur Arbeit für verfassungswidrig erklärt. In dem Urteil wurden erstmals die verfassungsrechtlichen Anforderungen an eine Änderung des Werbungskostenabzugs der Fahrten zwischen Wohnung und Arbeitsstätte aufgezeigt, es ist daher für zukünftige Gesetzesänderungen von großer Bedeutung.
Die Analyse, inwieweit und unter welchen Voraussetzungen gemäß der Entscheidung des Bundesverfassungsgerichts dem Fiskus eine Streichung der Entfernungspauschale möglich ist, fällt in der Literatur unterschiedlich aus.
Nach Ansicht von Heinrich Weber-Grellet bezieht sich das Urteil ausschließlich auf das Diskriminierungsverbot. Das Gericht habe lediglich die Benachteiligung der Kurzpendler gegenüber den Fernpendlern beanstandet. Er geht davon aus, dass eine Streichung der Entfernungspauschale ohne Beachtung des objektiven Nettoprinzips möglich ist. Dem wird jedoch entgegengehalten, dass sich das Urteil (entgegen der Lesart von Weber-Grellet) wesentlich auf das objektive Nettoprinzip stützt, also auch eine konsequentere Streichung der Entfernungspauschale als Abweichung vom objektiven Nettoprinzip den Schutzbereich des Allgemeinen Gleichheitssatzes (Art. 3 Abs. 1 GG) verletzt und daher die verfassungsrechtliche Rechtfertigung zu prüfen ist.
Nach Ansicht von Stefan Breinersdorfer und Moris Lehner steht der materielle Regelungsgehalt der Entfernungspauschale selbst nicht unter verfassungsrechtlichem Schutz (das objektive Nettoprinzip habe keinen unmittelbaren Verfassungsrang). Der Gesetzgeber unterliegt im Gesetzgebungsverfahren aber einem erhöhten Begründungszwang, er muss die grundrechtlichen Schranken beachten, aus deren Zusammenspiel sich die drei verfassungsrechtlichen Kontrollebenen ergeben. Ebenso Stefan Schneider, der darauf hinweist, dass das langjährige Bestehen der Entfernungspauschale die Qualifikation als Erwerbsaufwand zwar nicht präjudiziere. Das singuläre Abweichen vom Veranlassungsprinzip durch Streichung der Entfernungspauschale 2007 stellte jedoch eine verfassungswidrige singuläre Abweichung von der durch das Veranlassungsprinzip getroffenen Belastungsentscheidung dar.
Nach Ansicht von Walter Greite kann die Entfernungspauschale dem Grunde nach nicht gestrichen werden, eine Begrenzung auf eine angemessene Höhe ist jedoch in dem Maße möglich, wie eine private Mitveranlassung gegeben ist. Joachim Englisch sieht das objektive Nettoprinzip ebenfalls als nicht zur Disposition des Gesetzgebers stehend an, da es kein anderes sachgerechtes Prinzip zur Konkretisierung des verfassungsrechtlichen Leistungsfähigkeitsprinzips gibt.

## Diskussion

### Positionen gegen die Entfernungspauschale

#### Erhöhtes Verkehrsaufkommen
Das Umweltbundesamt sowie verschiedene Umweltverbände kritisieren, dass die Entfernungspauschale den Trend zu langen Arbeitswegen und somit das Verkehrswachstum fördere. Sie wirkte damit der Energiewende entgegen und belaste unsere Gesundheit durch Luftschadstoffe und Lärm. Zudem führt das erhöhte Verkehrsaufkommen zu einer verstärkten Belastung der Infrastruktur und erhöht die Kosten für den Ausbau und Erhalt ebendieser. Das Umweltbundesamt fordert eine Reduktion der Entfernungspauschale, wobei es eine Härtefallregelung – etwa in Form der Außergewöhnlichen Belastung – geben solle oder die vollständige Abschaffung der Entfernungspauschale bei einer gleichzeitigen Senkung der Einkommenssteuersätze. Im Jahre 2019 erneuerte das Umweltbundesamt im Kontext der Klimaziele seine Kritik und plädierte für eine Abschaffung der Entfernungspauschale. Die Pauschale fördere umweltbelastendes Verhalten und schade so der Umwelt. Bei einer Abschaffung im Jahre 2024 sei bis 2030 eine um 4 Mio. Tonnen verringerte Kohlendioxid-Emission erreichbar.

#### Zersiedelung, Suburbanisierung
Das Umweltbundesamt kritisiert auch, dass die Entfernungspauschale die Zersiedelung der Landschaft fördere.
Auch der BUND und NABU kritisieren, dass die Entfernungspauschale zu einer Zunahme an Siedlungs- und Verkehrsflächen und damit Zerschneidung von Lebensräumen führe. In diesem Zusammenhang wird die Entfernungspauschale gelegentlich als „Zersiedelungsprämie“ bezeichnet.
Zudem wird vorgebracht, dass die staatliche Förderung des Pendelverkehrs zu Problemen der Suburbanisierung führe, insbesondere zu einer Verschärfung der Verkehrsprobleme in Ballungsräumen, zur Verödung der Innenstädte und zur suburbanen Ghettoisierung.

#### Volkswirtschaftliche Ineffizienz
Der Kronberger Kreis spricht sich langfristig für die Abschaffung der Entfernungspauschale aus und begründet dies u. a. mit ihrer nachteiligen Auswirkung auf die Freizeit und produktive Arbeitszeit der Pendler, da diese ja aufgrund der Entfernungspauschale bereit seien, mehr Zeit mit dem Pendeln zu verbringen.

#### Gesundheitliche Folgen
Studien des Soziologen Norbert F. Schneider zeigten auf, dass Pendler häufiger unter psychosomatischen Erkrankungen wie Kopf- und Rückenschmerzen leiden, seltener Sport treiben oder zu Vorsorgeuntersuchungen gehen und insgesamt unter Zeitdruck stehen. Diese Belastung wirkt sich umso stärker aus, je mehr die Person die Entscheidung zum Pendeln als fremdbestimmt und nicht als eigene Entscheidung ansieht.

#### Benachteiligung von Wohnen nahe am Arbeitsplatz
Überdies benachteilige die Entfernungspauschale Arbeitnehmer, die bewusst in der Nähe ihres Arbeitgebers wohnen und hierfür höhere Mieten in Kauf nähmen, aber ihre Mieten nicht gesondert steuerlich absetzen können, weil Kosten der Lebensführung (wie Nahrung, Kleidung, Wohnung etc.) über den Grundfreibetrag von derzeit (2019) 9.168 € bzw. 18.336 € bei Zusammenveranlagung als abgegolten gelten. Kritiker geben zu bedenken, dass die Menschen nicht weiter wegziehen, um an der Pauschale zu verdienen, sondern aufgrund hoher Mieten in den Städten und Bezug zur Heimat, Familie und Wohnraum auf Mobilität angewiesen sind.

#### Subventionsabbau – Wohnort sei Privatsache
Einige Wissenschaftler, Politiker und Medien sehen die Entfernungspauschale als zu streichende Steuersubvention, da die Wahl des Wohnortes Privatsache sei. Beruflich veranlasste Tatbestände begännen erst am Werkstor, so diese Auffassung. Das Bundesfinanzministerium verteidigte die – inzwischen aufgehobene – Regelung mit diesem Werkstorprinzip. Vor dem Hintergrund der Forderung nach Subventionsabbau wird eine Reduzierung oder eine Abschaffung nicht nur der Pauschale verlangt, sondern die steuerliche Absetzbarkeit der Aufwendungen für Fahrten zwischen Wohnung und Arbeitsstätte insgesamt abgelehnt.

### Positionen für die Entfernungspauschale

#### Grundsatz der Besteuerung nach Leistungsfähigkeit
Steuerexperten sowie der Bundesfinanzhof und das Bundesverfassungsgericht sehen den steuerlichen Abzug für Fahrtkosten zur Arbeit als notwendigen Teil des Prinzips der Besteuerung nach Leistungsfähigkeit. Im Rahmen der Gleichbehandlung aller Steuerpflichtigen sehen sie die (absetzbaren) Transportkosten der Produkte eines Betriebes zu dessen Kunden als wesensgleich mit den Transportkosten der Ware Arbeit zu seinem Kunden, dem Arbeitgeber. „Der Weg zur Arbeitsstätte ist notwendige Voraussetzung zur Erzielung von Einkünften. Da der Arbeitnehmer regelmäßig nicht am Ort seiner beruflichen Tätigkeit wohnt und auch nicht wohnen kann, kann er nur tätig werden, wenn er sich zur Arbeitsstätte begibt. Denkt man sich die Erwerbstätigkeit weg, entfallen die für den Weg zur Arbeitsstätte erforderlichen Aufwendungen.“ Auch handele es sich nicht um eine Subvention, sondern um Werbungskosten, da ein Arbeitnehmer Fahrtkosten zur Arbeitsstätte häufig nicht vermeiden könne, ohne das Arbeitsverhältnis beenden zu müssen. Eine Abschaffung oder drastische Kürzung verstoße somit gegen das Prinzip der Besteuerung nach der Leistungsfähigkeit.

#### Schutz von Ehe und Familie
Die Entfernungspauschale berücksichtigt den verfassungsrechtlich garantierten Schutz von Ehe und Familie, da zwei an verschiedenen Orten berufstätige Ehegatten die Kosten für Fahrten zur Arbeitsstätte nur durch einen Verzicht auf eine gemeinsame Wohnung vermeiden können.

#### Steuerliche Verschonung des Existenzminimums
Das subjektive Nettoprinzip ist ein Verfassungsgebot, das die steuerliche Verschonung des Existenzminimums des Steuerpflichtigen und seiner unterhaltsberechtigten Familie fordert. Den Kosten, die für die Wege zwischen Wohnung und Arbeitsstätte entstehen kann sich ein Steuerpflichtiger nicht beliebig entziehen. Denn ohne Fahrt zur Arbeitsstätte kann der Steuerpflichtige regelmäßig nicht arbeiten und folglich keine Einnahmen erzielen. Die Fahrtkosten sind zur Existenzsicherung unvermeidlich. Das Verfassungsgebot der steuerlichen Verschonung des Existenzminimums wird verletzt, wenn Kosten für Fahrten zwischen Wohnung und Arbeitsstätte nicht mehr als Erwerbsaufwand steuerlich berücksichtigt werden und es der Gesetzgeber gleichzeitig unterlässt als Kompensation den einkommensteuerrechtlichen Grundfreibetrag so ausreichend zu erhöhen, dass jedermanns Existenzminimum gewahrt bleibt.

#### Staatliche Institutionen erwarten räumliche Flexibilität
Staatliche Institutionen schaffen Voraussetzungen, die Pendelverkehr erzwingen.
Für Arbeitslose die Arbeitslosengeld oder Sozialhilfebenötigen benötigen gilt gemäß § 140 Abs. 4 SGB III als zumutbarer Arbeitsweg zu einer zumutbaren Arbeit: Bis zu zwei Stunden bei einer Arbeitszeit von sechs Stunden (oder weniger), bis zu zweieinhalb Stunden bei einer Arbeitszeit von mehr als sechs Stunden oder wenn in der betroffenen Region längere Wegzeiten üblich sind, gelten diese als zumutbare Pendelzeiten. Entsprechend verlangen die Agenturen für Arbeit hohe Flexibilität bei der Wahl des Arbeitsortes. Neu oder wieder in das Berufsleben einsteigende Personen legen im Schnitt eine überdurchschnittlich große Pendeldistanz zurück.
Bei der Planung von Gewerbegebieten wird auf Infrastruktur- und Familienbedürfnisse häufig keine Rücksicht genommen. Fehlende Angebote zur Kinderbetreuung stellen für Familien ein großes Mobilitätshindernis dar. Entsprechend ist festzustellen, dass Fernpendler überdurchschnittlich häufig Kinder haben.

#### Hohe Anforderungen an Flexibilität und Mobilität
Das Berufsleben ist durch einen zunehmend häufigeren Arbeitsplatzwechsel gekennzeichnet. Deutsche Berufstätige, die der Geburtenkohorte der um 1950 geborenen angehören, hatten im Laufe ihres Berufslebens durchschnittlich 4,6 Jobwechsel. Berufsanfänger müssen sich nach einer Emnid-Studie darauf einstellen, im Schnitt sechs- bis achtmal den Job zu wechseln. Für die Zukunft ist zu erwarten, dass traditionelle Arbeitsverhältnisse immer stärker durch diskontinuierliche Erwerbssituationen mit hohen Anforderungen an Flexibilität und Mobilität abgelöst werden.

#### Vermeidung volkswirtschaftlicher Wohlfahrtsverluste
Nach Ansicht des Volkswirts Hans-Werner Sinn sei die Entfernungspauschale notwendig, um volkswirtschaftliche Wohlfahrtsverluste zu vermeiden. Die Einkommensteuer sei neutral und verzerrungsfrei, wenn ihre Erhebung die ökonomischen Wahlentscheidungen der Menschen nicht verändere. Gäbe es keine Einkommensteuer, so würde ein Bürger von mehreren Arbeitsangeboten dasjenige annehmen, das nach Abzug der Fahrtkosten den höchsten Gewinn abwirft. Würde das Steuersystem den Abzug der Fahrtkosten zur Arbeit aber nicht erlauben, so würde sich der Bürger für das schlechter bezahlte Angebot an einem nahegelegenen Arbeitsplatz entscheiden, da der höhere Bruttolohn eines entfernteren Arbeitsplatzes von der Steuer absorbiert wird. Der mögliche Mehrgewinn würde daher weder für den Staat, noch für den Bürger realisiert werden. Ein solches Steuersystem wäre deshalb ineffizient.

#### Entfernungspauschale sei keine Subvention
Einige Wissenschaftler und Steuerrechtler sehen in einer Kürzung der Entfernungspauschale keinen Subventionsabbau, da dies nicht zu einer Verminderung der Ausgaben des Staates, sondern zu einer Erhöhung der Steuereinnahmen führt.

## Andere Staaten
Nach einer internationalen Studie des Bundesfinanzministeriums sind Fahrtkosten zur Arbeit in vier der achtzehn dort untersuchten EU-Staaten grundsätzlich nicht steuerlich abziehbar, nämlich in Tschechien, Griechenland, Großbritannien und Irland. Ein steuerlicher Abzug von Fahrtkosten zur Arbeit durch Pauschalen existiert in Österreich, Polen, Frankreich, Belgien, Luxemburg, Portugal und der Schweiz. In den Niederlanden, Finnland, Norwegen und Schweden ist der steuerliche Abzug auf Fahrtkosten für öffentliche Verkehrsmittel beschränkt, Fahrtkosten für den privaten PKW sind nur bei Unzumutbarkeit des öffentlichen Nahverkehrs bzw. erst ab 10 km Entfernung zwischen Wohnung und Arbeitsplatz steuerlich abziehbar. In Frankreich gibt es zwei unterschiedliche Methoden, um die Kosten für die Fahrt zur Arbeit abzusetzen. Es besteht die Möglichkeit, einen Pauschalabzug von zehn Prozent für Werbungskosten anzusetzen. Hier gilt eine Höchstgrenze von 13.501 €. Die zweite Möglichkeit ist es, die tatsächlichen Kosten anzusetzen, hier besteht aber eine Beschränkung der Kilometer. So können lediglich die ersten 40 Kilometer abgesetzt werden.
Nähere Angaben zu Österreich unter Pendlerpauschale.